# Sarah Webb
Sarah Kathleen Webb (Gosling) (ur. 13 stycznia 1977) – brytyjska żeglarka sportowa, dwukrotna mistrzyni olimpijska, dwukrotna mistrzyni świata.
Startuje w klasie Yngling. Brała udział w dwóch igrzyskach (IO 04, IO 08), na obu zdobyła złote medale. W 2004 załogę tworzyły również Shirley Robertson i Sarah Ayton. W 2008 Robertson została zastąpiona przez Pippę Wilson. W 2007 i 2008 zdobywała złoto na mistrzostwach świata, w 2008 zwyciężyła również na mistrzostwach Europy. Jako juniorka pływała w klasie Laser Radial.